# Solveig Vidarsdotter
Solveig Vidarsdotter, född 12 januari 1971 i Gäddede, Jämtland, är en svensk författare och sångpedagog.
Hon växte upp på en fjällgård i Sjoutnäset i Frostviken. Skoltiden tillbringades delvis på ett elevhem i Gäddede, och hon utbildade sig senare till sångpedagog vid Musikhögskolan i Piteå.
Vidarsdotter debuterade som författare år 2013 med kriminalromanen Isvittring, utgiven på förlaget Lind & Co. Romanen är den första i en serie kriminalromaner med gäddedepoliserna Ingrid Kvarnberg och Erland Skogmo som huvudpersoner.

## Utmärkelser
- 2019 – Carl Zetterström-medaljen [4]